# Fortunato di Todi
Fortunato di Todi (... – Todi, 565) fut un évêque italien

## Biographie
Il était évêque de Todi à l'époque de Totila.

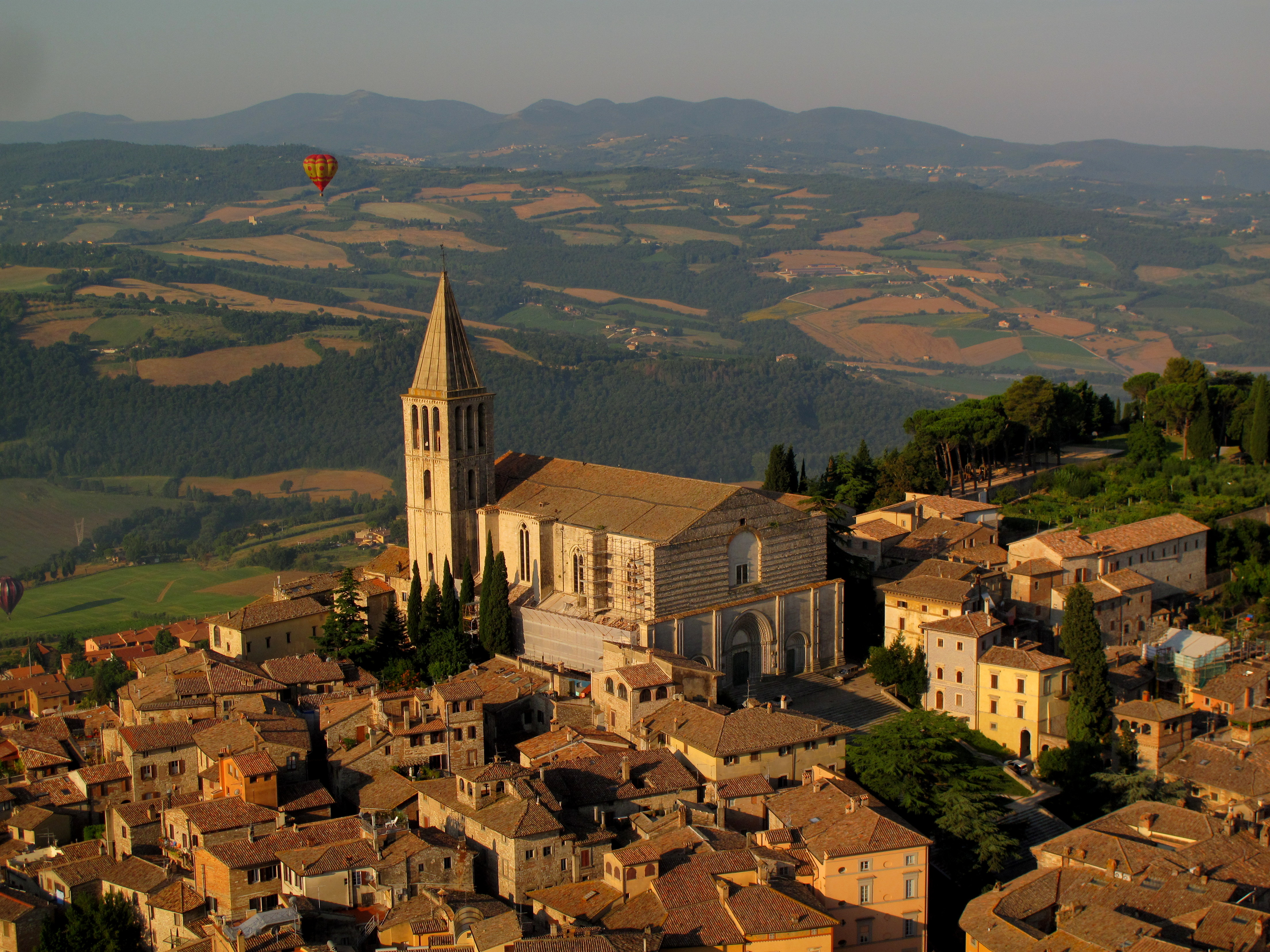
Temple de San Fortunato, à Todi

Durant son épiscopat, il érigea l'église de San Pietro Apostolo et convertit les habitants du château de Pantalla, fondé à l'époque augustéenne, au catholicisme, faisant démolir le temple de Pan et le bois qui lui était consacré .

## Culte
L'Église catholique le célèbre le 14 octobre.
Extrait du Martyrologe romain : "A Todi dans la région de l'Ombrie, saint Fortunato, évêque, qui, comme le raconte le pape saint Grégoire le Grand, a brillé avec une immense vertu en apportant son aide aux malades(...)" 
Lui sont consacrées l' église de San Fortunato de Todi construite au XIIe siècle et l'église paroissiale de Murlo près de Sienne, autrefois siège du fief épiscopal du même nom.
Il est également le saint patron de San Fortunato della Collina (fraction de la municipalité de Pérouse) et l'une des plus anciennes églises de Pérouse située du côté de l'arc étrusque porte son nom.